# Sávio Gama
Sávio Cotta de Almeida Gama ou simplesmente Sávio Gama (Rio de Janeiro, 25 de março de 1907 — 30 de abril de 1985) foi um engenheiro, político e administrador público brasileiro. Primeiro prefeito de Volta Redonda, tomou posse em 6 de fevereiro de 1955, eleito pelo Partido Social Democrático (PSD) para um mandato a ser exercido até 31 de janeiro de 1959.

## Vida
Nascido em 25 de março de 1907, na cidade do Rio de Janeiro, então capital federal. era filho de Oscar de Almeida Gama e Beatriz de Almeida Gama, e foi o responsável pela implantação da infraestrutura da recém-criada Volta Redonda.
Um dos articuladores de sua emancipação e considerado um dos "pais" do município, participou ativamente do Centro Cívico Pró-Emancipação, estabelecido em 1952 e que daria forma e organização aos anseios do povo voltarredondense, custeando ainda a viagem daqueles que lá também estavam até a então capital estadual, Niterói, a fim de acompanhar o desenrolar dos acontecimentos.
Não dispondo de elementos para iniciar os trabalhos da administração, Sávio Gama contratou um grupo de técnicos e com eles fez funcionar a Prefeitura Municipal de Volta Redonda num prédio provisório, em conjunto com a Câmara Municipal. Apesar das dificuldades financeiras, que por vezes levaram ao mesmo saldar o salário do funcionalismo público e executar obras com recursos pessoais, criou uma nova infraestrutura para o município a fim de garantir seu desenvolvimento.
Antes do término de seu primeiro mandato, solicitou afastamento para tratar de sua saúde, ao que seu vice, Wilson de Paiva, um metalúrgico, assumiu a prefeitura em 1º de maio de 1958. Em 27 de setembro daquele ano, Sávio Gama, já retornado de seu afastamento, inaugura a nova sede da Prefeitura e da Câmara municipais, o Palácio 17 de Julho.
Após seu primeiro mandato como prefeito foi eleito deputado estadual, e posteriormente reeleito prefeito em 1966, assumindo o cargo em 31 de janeiro do ano seguinte, já filiado ao Movimento Democrático Brasileiro (MDB).
Nesse novo mandato, fundou o Serviço Autônomo de Água e Esgoto (SAAE-VR) e a Fundação Oswaldo Aranha (mantenedora do atual Centro Universtitário de Volta Redonda - UniFOA), Fundação Beatriz Gama (FBG) (responsável por dar abrigo, educação e profissionalização aos jovens carentes) e a Fundação Educacional de Volta Redonda (FEVRE), administradora dos estabelecimentos de ensino médio do município, alguns também por ele construídos como os Colégios João XXIII e Getúlio Vargas, além da sede da Delegacia de Polícia Civil na cidade.
Suas ações fortalecerem a atuação da Companhia de Habitação de Volta Redonda (COHAB-VR) sendo ainda responsável pela realização do primeiro levantamento urbanístico do município.
Manteve um cargo na diretoria da Companhia Siderúrgica Nacional até quando, após a realização de uma Assembléia Geral, na capital fluminense, veio a falecer em 30 de abril de 1985.